# Entraîneurs des Bulls de Chicago
Le tableau suivant est un récapitulatif des différents entraîneurs des Bulls de Chicago, au fil des saisons.
Le poste d'entraîneur est actuellement occupé par Billy Donovan.

## Légende
| MC | Matchs coachés                                        |
| V  | Victoires                                             |
| D  | Défaites                                              |
| %V | Pourcentage de victoires                              |
| *  | A passé toute sa carrière d'entraîneur avec les Bulls |
|    | Élu au Hall of Fame en tant qu'entraîneur             |

## Entraîneurs
Remarque : Les statistiques sont correctes jusqu'à la fin de la saison 2024-2025.
| #  | Nom               | Période   | MC               | V                | D                | %V               | MC       | V        | D        | %V       | Récompenses |
| #  | Nom               | Période   | Saison régulière | Saison régulière | Saison régulière | Saison régulière | Playoffs | Playoffs | Playoffs | Playoffs | Récompenses |
| -- | ----------------- | --------- | ---------------- | ---------------- | ---------------- | ---------------- | -------- | -------- | -------- | -------- | --- |
| 1  | Johnny Kerr       | 1966-1968 | 163              | 62               | 101              | 38,0%            | 8        | 1        | 7        | 12,5%    | Entraîneur de l'année (1967) |
| 2  | Dick Motta        | 1968-1976 | 656              | 356              | 300              | 54,3%            | 47       | 18       | 29       | 38,3%    | Entraîneur de l'année (1971) |
| 3  | Ed Badger *       | 1976-1978 | 164              | 84               | 80               | 51,2%            | 3        | 1        | 2        | 33,3%    | |
| 4  | Larry Costello    | 1978-1979 | 56               | 20               | 36               | 35,7%            | —        | —        | —        | —        | |
| 5  | Scotty Robertson  | 1979      | 26               | 11               | 15               | 42,3%            | —        | —        | —        | —        | |
| 6  | Jerry Sloan       | 1979-1982 | 215              | 94               | 121              | 43,7%            | 6        | 2        | 4        | 33,3%    | Fait partie du Top 15 des meilleurs entraîneurs de l'histoire de la NBA.                                                                                |
| 7  | Phil Johnson      | 1982      | 1                | 0                | 1                | 0%               | —        | —        | —        | —        | |
| 8  | Rod Thorn         | 1982      | 30               | 15               | 15               | 50,0%            | —        | —        | —        | —        | |
| 9  | Paul Westhead     | 1982-1983 | 82               | 28               | 54               | 34,1%            | —        | —        | —        | —        | |
| 10 | Kevin Loughery    | 1983-1985 | 164              | 65               | 99               | 39,6%            | 4        | 1        | 3        | 25,0%    | |
| 11 | Stan Albeck       | 1985-1986 | 82               | 30               | 52               | 36,6%            | 3        | 0        | 3        | 0%       | |
| 12 | Doug Collins      | 1986-1989 | 246              | 137              | 109              | 55,7%            | 30       | 13       | 17       | 43,3%    | |
| 13 | Phil Jackson      | 1989-1998 | 738              | 545              | 193              | 73,8%            | 152      | 111      | 41       | 73,0%    | Entraîneur de l'année (1996) 6 titres NBA (1991, 1992, 1993, 1996, 1997, 1998) Fait partie du Top 15 des meilleurs entraîneurs de l'histoire de la NBA. |
| 14 | Tim Floyd         | 1998-2001 | 239              | 49               | 190              | 20,5%            | —        | —        | —        | —        | |
| 15 | Bill Berry *      | 2001      | 2                | 0                | 2                | 0%               | —        | —        | —        | —        | |
| 16 | Bill Cartwright * | 2001-2003 | 151              | 51               | 100              | 33,6%            | —        | —        | —        | —        | |
| 17 | Pete Myers *      | 2003      | 2                | 0                | 2                | 0%               | —        | —        | —        | —        | |
| 18 | Scott Skiles      | 2003-2007 | 337              | 165              | 172              | 49,0%            | 22       | 10       | 12       | 45,5%    | |
| —  | Pete Myers *      | 2007      | 1                | 0                | 1                | 0%               | —        | —        | —        | —        | |
| 19 | Jim Boylan        | 2007-2008 | 56               | 24               | 32               | 42,9%            | —        | —        | —        | —        | |
| 20 | Vinny Del Negro   | 2008-2010 | 164              | 82               | 82               | 50,0%            | 12       | 4        | 8        | 33,3%    | |
| 21 | Tom Thibodeau     | 2010-2015 | 394              | 255              | 139              | 64,7%            | 51       | 23       | 28       | 45,1%    | Entraîneur de l'année (2011) |
| 22 | Fred Hoiberg *    | 2015-2018 | 270              | 115              | 155              | 42,6%            | 6        | 2        | 4        | 33,3%    | |
| 23 | Jim Boylen *      | 2018-2020 | 123              | 39               | 84               | 31,7%            | —        | —        | —        | —        | |
| 24 | Billy Donovan     | 2020-     | 400              | 195              | 205              | 48,8%            | 5        | 1        | 4        | 20,0%    | |

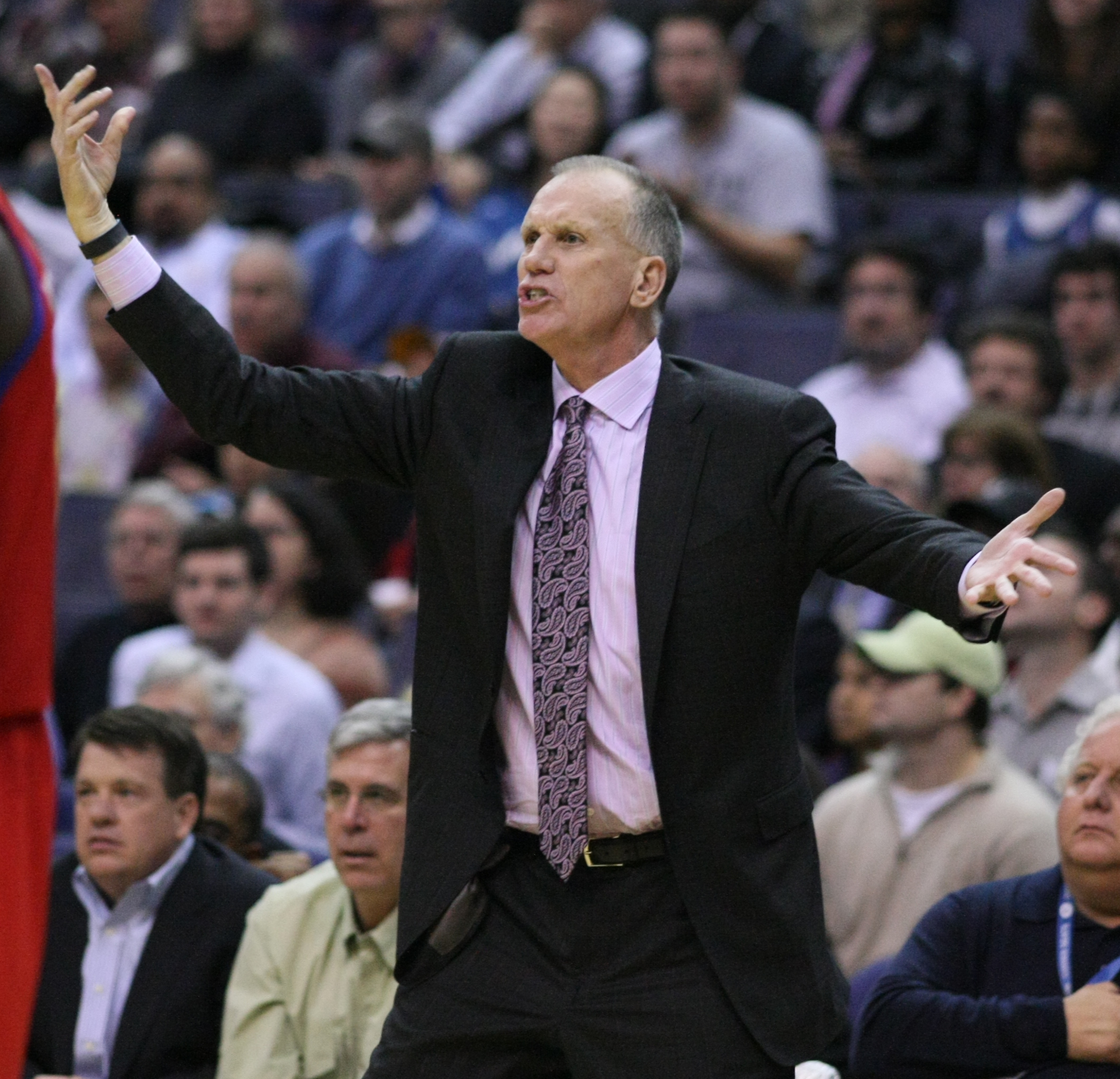
Doug Collins de 1986 à 1989.
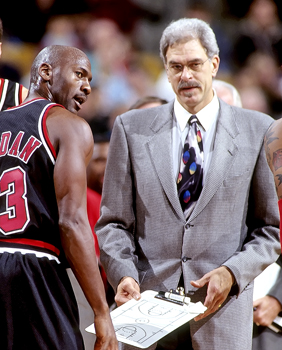
Phil Jackson a remporté six titres avec les Bulls.
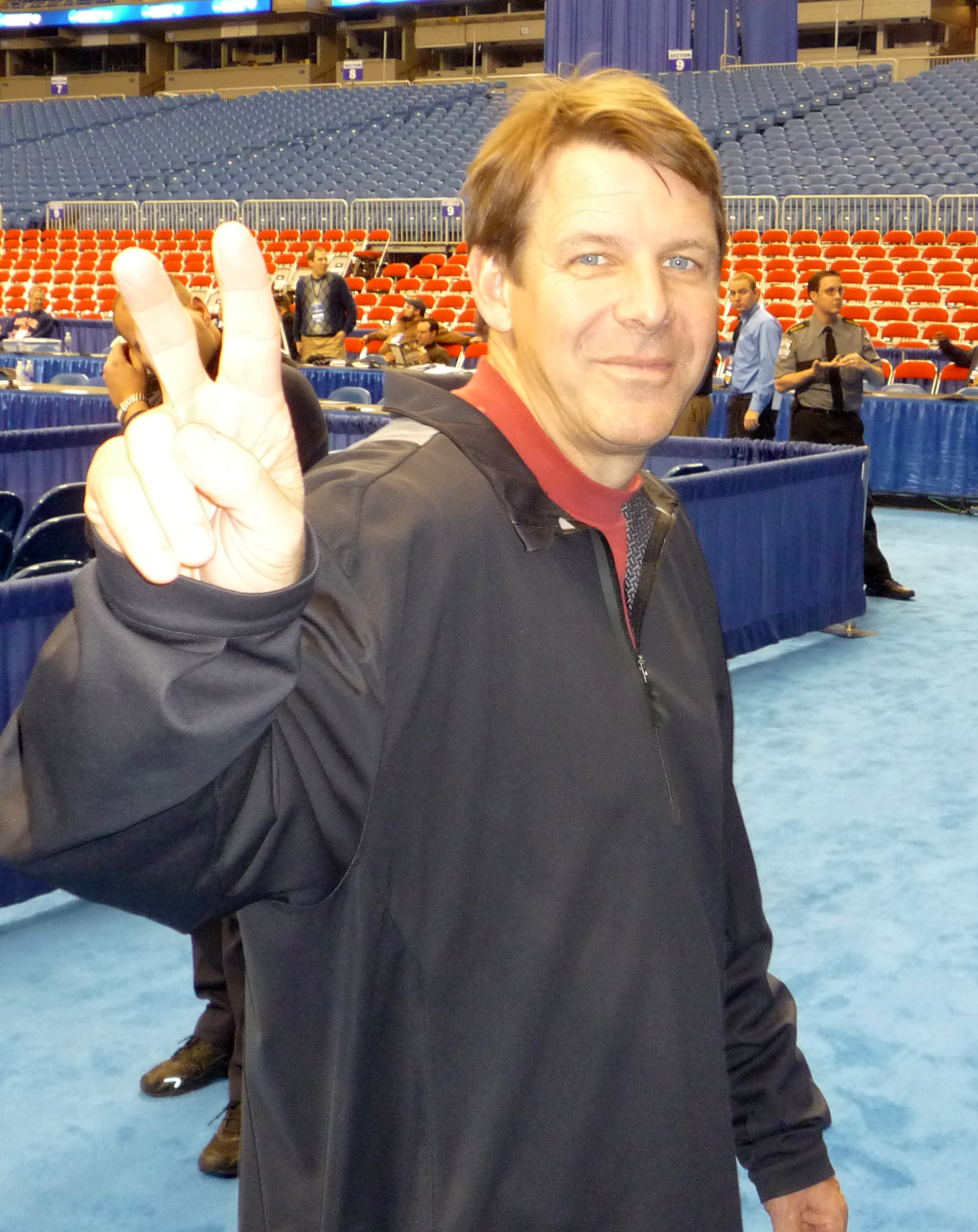
Tim Floyd a entraîné les Bulls pendant quatre saisons.
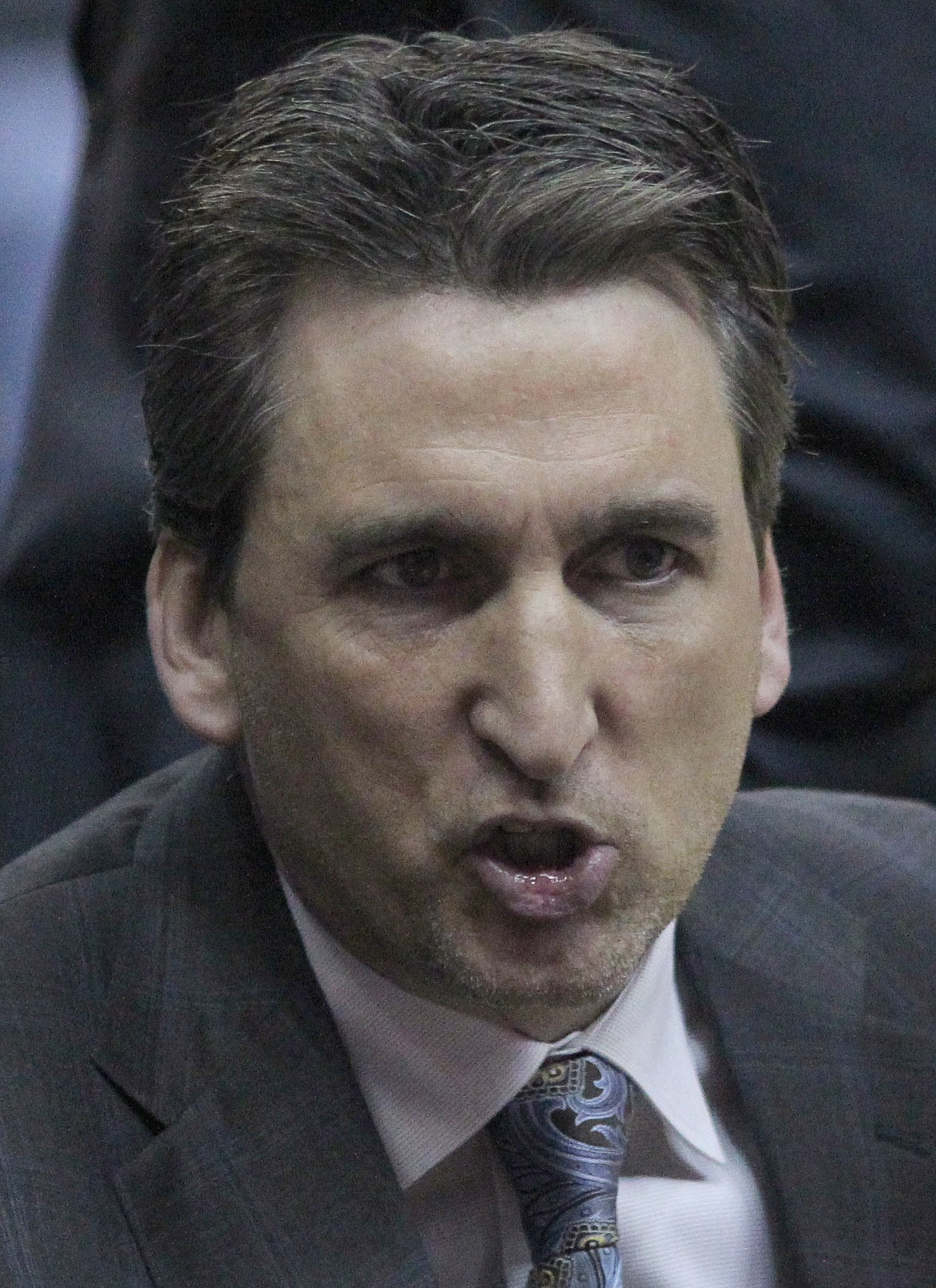
Vinny Del Negro.
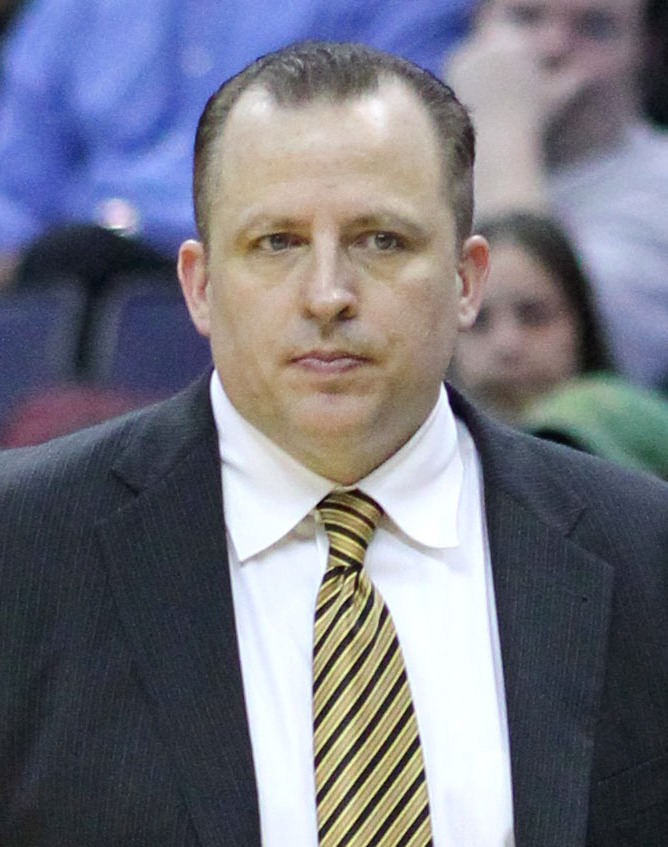
Tom Thibodeau a entraîné les Bulls de 2010 à 2015
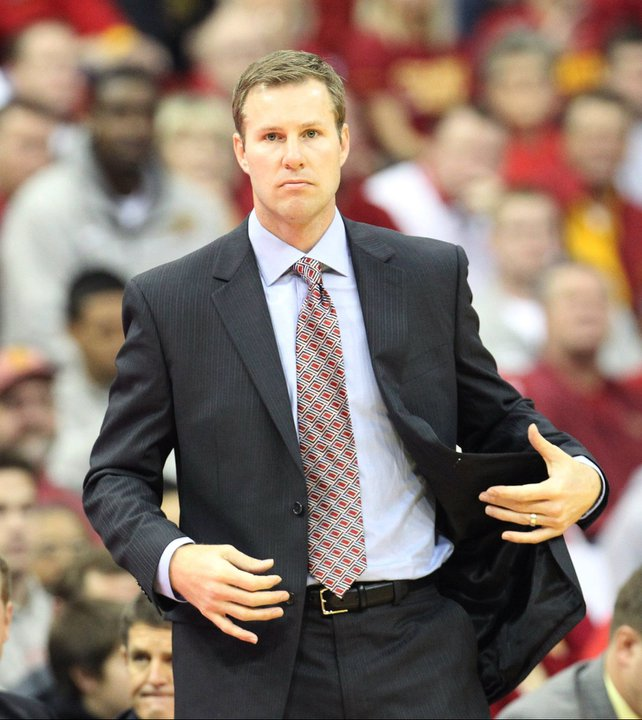
Fred Hoiberg a entraîné les Bulls de 2015 à 2018